# Varam
Varam è una suddivisione dell'India, classificata come census town, di 14.739 abitanti, situata nel distretto di Kannur, nello stato federato del Kerala. In base al numero di abitanti la città rientra nella classe IV (da 10.000 a 19.999 persone).

## Geografia fisica
La città è situata a 11° 54' 28 N e 75° 24' 54 E.

## Società

### Evoluzione demografica
Al censimento del 2001 la popolazione di Varam assommava a 14.739 persone, delle quali 6.833 maschi e 7.906 femmine. I bambini di età inferiore o uguale ai sei anni assommavano a 1.864, dei quali 902 maschi e 962 femmine. Infine, coloro che erano in grado di saper almeno leggere e scrivere erano 11.918, dei quali 5.740 maschi e 6.178 femmine.